# Louis Legendre (Politiker, 1752)

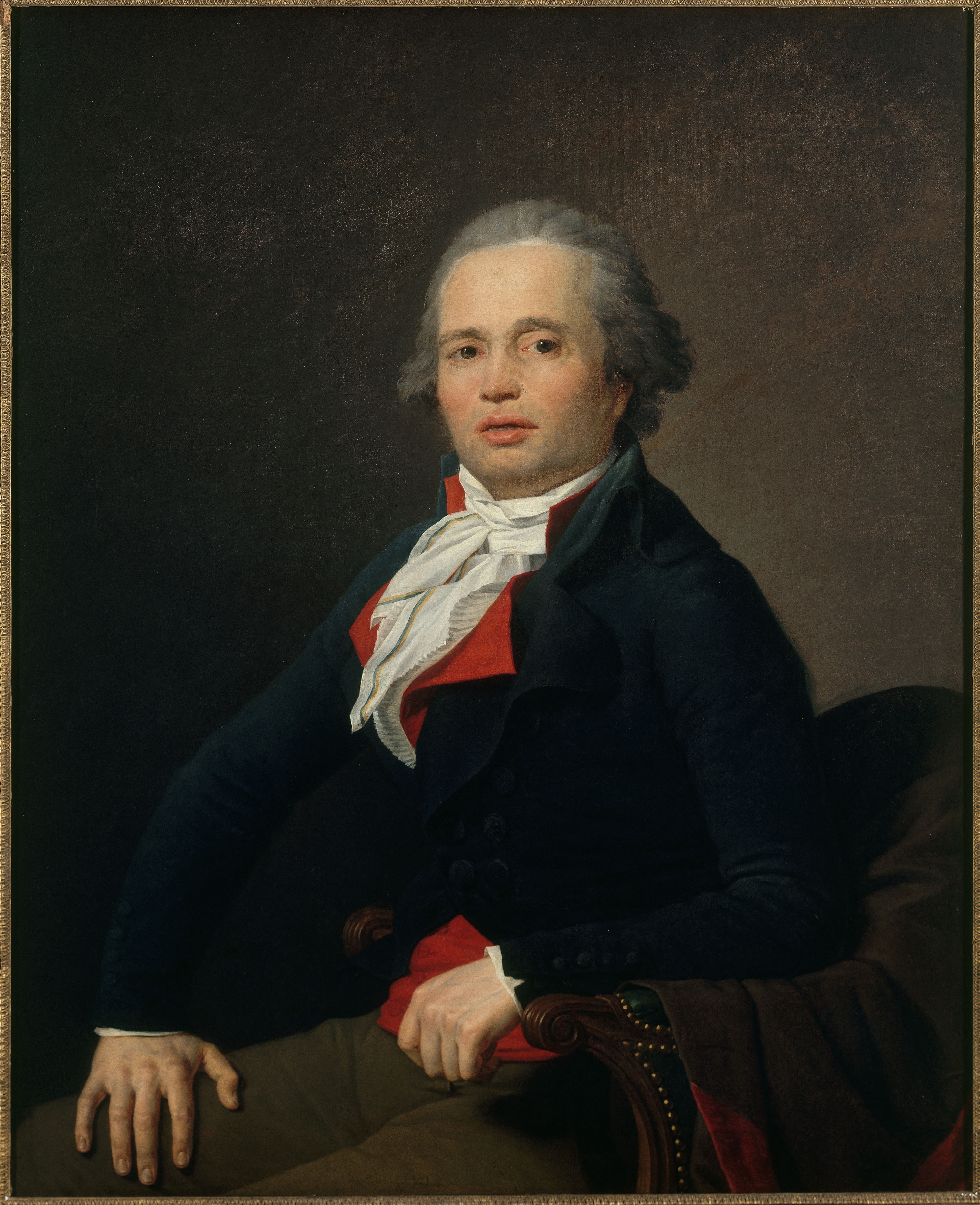
Louis Legendre

Louis Legendre (auch Louis Philippe Legendre), (* 22. Mai 1752 in Versailles; † 13. Dezember 1797 in Paris) war ein Politiker während der Französischen Revolution. 

## Leben
Als junger Mann fuhr Legendre zehn Jahre zur See, danach arbeitete er als Fleischermeister in Paris und erwarb sich mit dieser Tätigkeit ein kleines Vermögen. Er beteiligte sich am 14. Juli 1789 am Sturm auf die Bastille, zählte dann zu den Gründern der Gesellschaft der Cordeliers und wurde Mitglied des Jakobinerklubs. Nach der fehlgeschlagenen Flucht Ludwigs XVI. vom 20./21. Juni 1791 forderte der politische Freund Dantons die Ausrufung der Republik. 
Louis Legendre lebte nach dem Massaker auf dem Marsfeld (17. Juli 1791) einige Monate im Verborgenen. Es gelang ihm, während des Aufruhrs der Pariser Sansculotten vom 20. Juni 1792, gewaltsam in die Tuilerien einzudringen und Ludwig XVI. sowie dessen Schwester Élisabeth zu nötigen, die phrygische Mütze zu tragen. Der nicht gebildete, aber volkstümliche Mann rief im Juli 1792 zum Aufstand gegen die Monarchie auf und wurde nach dem Sturm auf die Tuilerien (10. August 1792) im darauf folgenden September in den Nationalkonvent gewählt. Dort stimmte der Anhänger der Montagne im Januar 1793 für den Tod des Königs.         
Im Februar 1793 eilte Legendre als Repräsentant in Mission nach Lyon. Er ließ im März 1793 den girondistischen Bürgermeister Nivière-Chol (1744–1817) verhaften und bestimmte den linken Jakobiner Bertrand, einen Anhänger Chaliers, zum neuen Stadtoberhaupt. Im Frühherbst 1793 sicherte Legendre die Lebensmittelversorgung der Stadt Rouen und des Departements Seine-Inférieure.    
Der inzwischen die „Nachsichtigen“ unterstützende Politiker forderte am 31. März 1794 die Anhörung der inhaftierten Danton und Desmoulins vor dem Nationalkonvent. Er konnte jedoch seinen Standpunkt nicht gegen Robespierre durchsetzen und verwarf deswegen seinen Antrag. Stattdessen schloss er sich den Feinden des "Unbestechlichen" an, bereitete mit diesen den Sturz Robespierres vor und wirkte dann maßgeblich an der Ausführung des Umsturzes vom 9. Thermidor II (27. Juli 1794) mit.   
Legendre wurde während der Herrschaft der Thermidorianer zum Mitglied des Sicherheitsausschusses berufen und für die Zeit vom 6. bis 20. November 1794 zum Präsidenten des Nationalkonvents bestimmt. Er schloss am 12. November 1794 den Jakobinerklub, nach dem er diesem schon am 9. Thermidor II symbolisch den Schlüssel zu seiner Tagungsstätte abnahm. Er bekämpfte energisch den sansculottischen Prairialaufstand vom 20. bis 23. Mai 1795 und widersetzte sich dem royalistischen Vendémiaireaufstand vom 5. Oktober 1795. Nach der Ratifizierung der Verfassung des Direktoriums am 26. Oktober 1795 wurde Louis Legendre in den „Rat der Alten“ gewählt. Bald darauf erkrankte er schwer und verstarb am 13. Dezember 1797 in Paris.